# Three Rocks (California)
Three Rocks es un lugar designado por el censo ubicado en el condado de Fresno en el estado estadounidense de California. En el año 2010 tenía una población de 246 habitantes.

## Geografía
Three Rocks se encuentra ubicado en las coordenadas 36°30′18.53″N 120°23′36.72″O / 36.5051472, -120.3935333.